# Gebäudedigital
Die Gebäudedigital (GD) ist eine deutschsprachige Fachzeitschrift für Gebäudetechnik und Elektroinstallation. Neben Themen der klassischen Gebäudeautomation steht besonders die Digitalisierung und Energieeffizienz im Vordergrund.
Die IVW-geprüfte, tatsächlich verbreitete Auflage betrug im Zeitraum Juli bis September 2010 im Durchschnitt 22.113 Exemplare pro Ausgabe, 2021/22 im Durchschnitt knapp 20.000.
Im Jahr 2010 wurde die Gebäudedigital für die Shortlist der „Fachmedien des Jahres – Preis der Deutschen Fachpresse“ in der Kategorie Handwerk/Gewerbe nominiert.